# 浮世床
『浮世床』（うきよどこ）は、
1. 江戸時代の戯作者、式亭三馬の滑稽本。
2. 落語の演目の一つ。

## 滑稽本
『浮世床』（うきよどこ）は、式亭三馬の滑稽本の一つ。

### あらすじ
[初編]浮世風呂のとなりには浮世床という髪結い床があった。楽隠居の老人がやって来て戸を叩く。下ぞりの留吉が迎え入れ、皮肉を言う。隠居はこれに負けず応酬して洗い場に行ってくると言って立ち去る。主人の鬢五郎が起き出て、昨夜の夫婦げんかを語る。素読指南の腐儒である孔糞がやって来て、漢語まじりで話す。ネズミを家鹿というが、鬢五郎には通じず、留吉がまぜっかえす。孔糞は顔を剃らせながら残念閔子騫を連発する。壁の寄席の張り紙を音読し「コンセキブツゴ」と、「林家正蔵」を「リンヲクセイザウ」と、「風流八人芸」を「風流れて八人芸す」と読み、世間知らずをさらす。伝法肌がやって来て、孔糞と落とし話の話をし、漢音・呉音の議論をする。孔糞が帰り、隠居がやって来て、孔糞を話題にして儒者の悪口を言う。「山高故不貴」を大学だ、今川だと言い合う。じやんこ熊というあだ名の勇みがやって来て、伝法と女の話になる。出入りする家の主人が通りすがりに、熊が夢中になっているのを目隠しのいたずらをして笑って行き過ぎる。仇文字という芸者が湯の帰りに通りかかるのを呼び止める。仇文字はお世辞を言って行く。菓子売りが「紅毛羊羹」、「本羊羹」と呼んで売り歩く。それを買う。この間、鬢五郎は朝食を食べに入る。巳の刻（午前10時ころ）の鐘が響く。近所の息子が2、3人、女から来た手紙を広げているが、字が読めず、判断をしている。仲間の1人徳太郎がいろいろ解釈し万葉家だとか古振だとか通を言う。字を知らなくても金さえ持てばよいというものもある。字を知るより三味線を習ったほうがよいというものもある。上方者で商人体の作兵衛がやって来る。これと鬢五郎が江戸っ子腹と上方腹の自慢話をする。短八という男が駕籠の話をする。長六が八百屋から買ってきたネコの子を出し、名前をつけようとする。結局、「猫」という名前になる。60すぎの爺がやって来て息子の不身持ちを嘆く。みんな、通だと言われて身上を潰すよりも野暮と言われて金を貯めるほうがよいと言う。商家のでっちが隙があるかと聞きに来る。みんなででっちをからかう。でっちも負けずに口答えをして行く。奉公人、居候のうわさをしていると、銭右衛門の居候の飛八が酔ってやって来る。主家の悪口を言って出て行く。銭右衛門がやって来て、飛八のことや金持根性の話をする。巫女が通りかかり、みなが巫女の口寄せを聞こうという。
[2編]裏の家に巫女を中心に長屋のおかみや娘たちまで集まり、神下ろしから始まり、口寄せになる。第1にイヌが寄って生前のことを話す。育てていた老婆は感に堪えず泣く。浮世床の連中は窓口からのぞいていたが、いろいろうわさをする。土竜というきいたふうの男がやって来る。みなで巫女の文句の解釈を考える。また巫女の口寄せになり、神隠しになった甚太郎が寄り来る。義太夫の三味線ひきだったので義太夫の隠語でしゃべる。浮世床の連中は驚く。あとは大笑い。銭右衛門がむかし女郎買いに行って失敗した話、土竜の友人の失敗談など。短八が八百屋の娘を張りに行った男の話をし、その娘の戒名から銭右衛門が気炎を上げる。鬢五郎が床屋商売について語り始める。12、13歳のでっちがカミソリを研ぎに来る。でっちの歌っていた流行唄から越後節になる。ちやぼ八がそばにあった通俗三国志を棒読みにする。みんなが笑う。鬢五郎が新店の手打ち蕎麦屋ができたことを話す。金鳴屋のおふくろがやって来て、女房としゃべって行く。
[3編]（滝亭鯉丈作）鬢五郎の留守に下ぞりの留吉が客の鶴助や隠居と無駄口をきいている。惚太郎が勢いよく声を上げてはいる。隠居がびっくりして鬢を落とす。イヌがそれをくわえる。客のなめ公と惚太郎が茶番の趣向を考える。隠居も口を入れる。鬢五郎がそこへ戻ってきて両国で身投げする女を助けたところ、袂にいれていた石はナシ（梨）で、歯痛で戸隠様へ願掛けするので間違ったと話す。それから鬢五郎が隠居の罠に掛る。無駄口もいろいろ言う。宗旨の話になる。盲蔵がやって来る。苔八がやって来る。状吉がやって来て喧嘩の話を大げさに言う。柳川武士の築兵衛がやって来て、吉原でもてなかった話をながながとする。隠居は鬢ができて戻ってゆく。状吉は小女をからかう。

### 関連作品
マンガ
- 古谷三敏『マンガ日本の古典30 浮世床』（中央公論社）

## 落語
『浮世床』（うきよどこ）は、古典落語の演目の一つ。元々は上方落語の演目で、現在では東京でも演じられる。上方からは初代柳家小せんが東京に移植した。
古くからある小咄を集めて一席の落語にしたオムニバス形式の演目で、床屋の喧騒を活写している。
主な演者として、東京の3代目三遊亭金馬や6代目三遊亭圓生などがいる。

### あらすじ
- （原話がある場合は、各章の末尾に記載する）

#### 発端
昔の髪結床（床屋）は町内の若い衆の寄合の場所であり、一日中、町内の若い者が無駄っ話をしていた。

#### 床屋の看板
八五郎と熊五郎の2人組が、床屋の看板を眺めて話し込んでいる。
「この【海老床】の看板の絵、まるで生きてるようだなぁ」
「生きてる…？　こいつは絵だぞ、死んでいるさ」
喧嘩になりかけている所へ、うまい具合に米屋の隠居が通りかかった。
「何々、この看板が…フム。こいつは生きてもいませんが、死んでもいませんな」
「じゃあ、何なんです？」
「こいつは患っているんだよ。ほらごらん、床についている」
- 安永2年(1705年)に出版された笑話本・「近目貫」の一遍である『花』。

#### 将棋
中に入ると、土間で将棋をやっている奴がいる。
「ウーム…。《角道（百日）の説法屁を一つ》なんてどうだ？」
所謂『洒落将棋』という奴だ。しばらく指している内に、ふと一人が顔を上げると敵の【玉】が消えている。
「おい、お前の大将はどうした？」
「ん？　エート…あ、小生の懐にお隠れになっていた」

#### 変な軍記
将棋の横では、吉公が壁に向かって貸本を読んでいる。
「おい、吉っつあん、何を読んでいるんだい？」
「小生が読んでおりますのは…てぇこう記」
「…親子喧嘩の話か？　それを言うなら『太閤記』だろ？」
今、姉川の合戦を読んでいるという吉公に、みんなが「読んでくれないか」と頼んでみる。
「良いけどさ…、俺は立て板に水だぞ？　一度ピューッと行ったら戻ってこないぜ？」
エェェェェェェェーとサイレンまがいの声色で調子を試して…。
「このと…き、真柄…真柄ジフラ…じゃねぇ。真柄十郎左衛…門が、敵に向かってまつこう…まつこう…マツコウ！！」
「何だい？」
立て板に水どころか【横板に餅】。「真っ向」という言葉を聞き違え、松公というあだ名の男が返事をしてしまった。
「真っ向…立ち向かって、一尺八寸の大刀を…」
「オイオイ、一尺八寸のどこが大刀だよ？　それじゃあ肥後守だ」
「そこは但し書きが書いてある。『一尺八寸とは刀の横幅なり』…」
「馬鹿！　そんな戸板みたいな刀があるかい！？　第一、前が見えないだろ？」
「そこはもう一つ但し書き。『刀には窓が付いていて、敵が来たらそこから覗く』」
吉公は別の本を読み始める。
「今度は何を読むんだ？」
「『太閤記』よ！」
「太閤記としてあるぞ」
「何だって？してあるぞって」
「清正は槍を持ってエーやりくり」
「清正が突かんとすれば秀吉ひらりと体を避け…」
「なんで主人と家来が戦うんだ？」
「主人と家来だけど暇じゃ困るから戦の稽古をしています」
「冗談言うんじゃねえ！」
- 前半は安永2年(1705年)に出版された笑話本・「聞上手」の一遍である『大太刀』。

#### 夢の逢瀬
奥の方を見てみると、建具屋の半次が大いびき。あんまり鼾がうるさいからたたき起してみると、開口一番のろけ話を始めた。
「歌舞伎座で芝居を見たんだ。後ろの席に綺麗な女がいてさ、そいつが俺に『自分の代わりに褒めてくださいよ』って頼むんだよ。俺ァすっかり舞い上がっちゃってさ、舞台に向かって『音羽屋！　音羽屋！』」
怒鳴っている内に芝居が終わってしまい、仕方なく『幕！』。
「帰りがけにさ、その女のお供に呼び止められて、お茶屋に招待されたんだよ。そこには女が待っていてね、杯をやったり取ったり楽しくて…」
飲みすぎてグロッキーになってしまい、半次が寝ていると女が帯解きの長襦袢一枚で「御免遊ばせ」と布団に入ってきた…！！
「フワー、夢みたいな話だな！　…で？」
「一緒に寝た所で…俺をたたき起しやがったのは誰だ！？」
どうやらホントの『夢』だったみたいで。
- 宝永4年(1707年)に出版された笑話本・「春遊機嫌袋」の一遍である『うたたね』。

#### 逃げた客
ドタバタしている土間に気を取られ、床屋の親方が横を向いた途端に、今まで散髪してもらっていた男が銭を払わずに逃げてしまった。
「アララ…逃げちまったよ、あれは誰だい？」
一人が「あいつは畳屋の職人だよ」と教えると、大将が呆れて一言。
「畳屋か、道理で床を踏みに来たんだ」
- 安永2年(1705年)に出版された笑話本・「吉野山」の一遍である『髪結床』。

### 落ち（サゲ）について
最後の『逃げた客』の件は、井草を踏みつけ柔らかくする畳の製法と、料金を払わずに逃げてしまう「踏み倒し」をかけた落ち（サゲ）である｡しかし､畳の製法が解り辛くなってきた現在ではあまりここまで演じられることはなく､長くやっても半次の話が夢だと分かったあとに｢長ぇ夢､見やがったな…｣と言ってサゲるパターンが主流となっている｡

### バリエーション
床屋の親方が話に気を取られ、横を向いた途端に客の片方の鬢を剃り落としてしまう。お客が文句を言うと、親方が「片側町をお歩きなさい」。
「片側町」とは道路の片側にだけ家の並ぶ町のことで、江戸時代では大名屋敷などでよく見られる造りだった。しかし、現在ではそのことを説明しないと客に理解してもらえないため、このパターンが演じられることはほとんどなくなってしまっている。